# Dic sec
|  | No s'ha de confondre amb Grada (nàutica). |

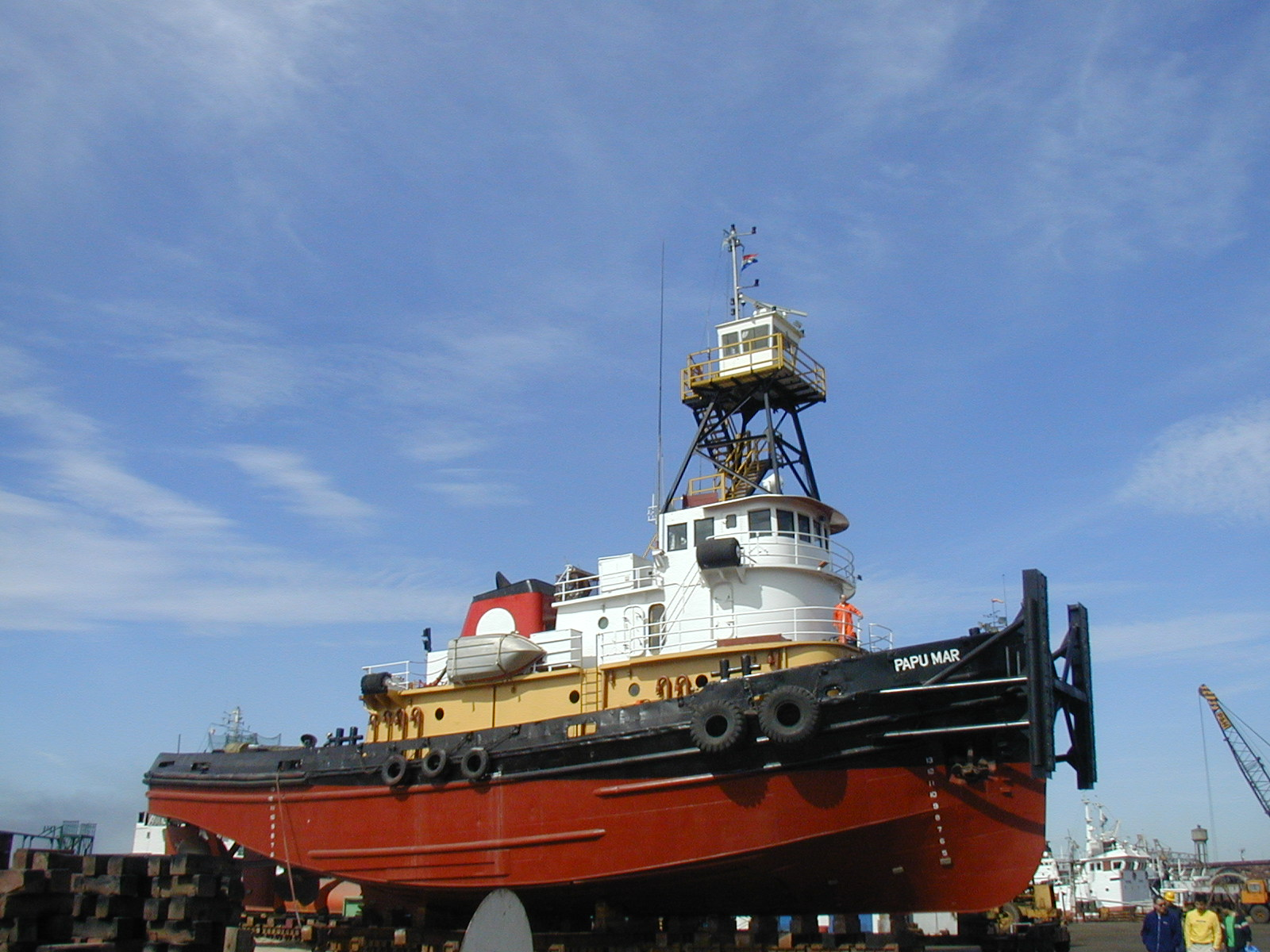
Empenyedor a l'escar

Un dic sec, dic de carenar, varador o escar és el nom de les instal·lacions portuàries destinades a posar les embarcacions fora de l'aigua per a efectuar reparacions en la seva part externa. Aquestes reparacions que es realitzen periòdicament reben el nom de carenat i s'efectuen a la part del buc coneguda com a obra viva o carena. A la fotografia s'observa una embarcació varada sobre un escar, amb els treballs de pintura de carena acabats.

## Tipus de varador
Hi ha diferents tipus d'escar segons sigui el sistema emprat per posar el vaixell fora de l'aigua:
- Varador: és el sistema més primitiu, s'empra en l'actualitat per a embarcacions menors de poc port. Consisteix en un pla inclinat sobre el qual es desplaça l'objecte a aixecar.
- Dic sec: es tracta d'una resclosa on s'introdueix el vaixell; un cop tancada, es bomba l'aigua de l'interior fins a deixar recolzada l'embarcació sobre un llit o picador.
- Dic flotant: aquest és un artefacte naval que mitjançant inundació de tancs, enfonsa l'estructura per permetre que l'embarcació a reparar ingressi en el seu si. Un cop al seu lloc, es treuen aquests tancs i així el conjunt s'eleva i el vaixell es posa en sec.
- Sincro-elevador (Sincrolift): es tracta d'un sistema de bigues articulades o de cabrestants que tenen en els seus extrems ganxos mecànics. El conjunt pot ser operat sincrònicament constituint una plataforma d'hissada de gran port.

## Galeria

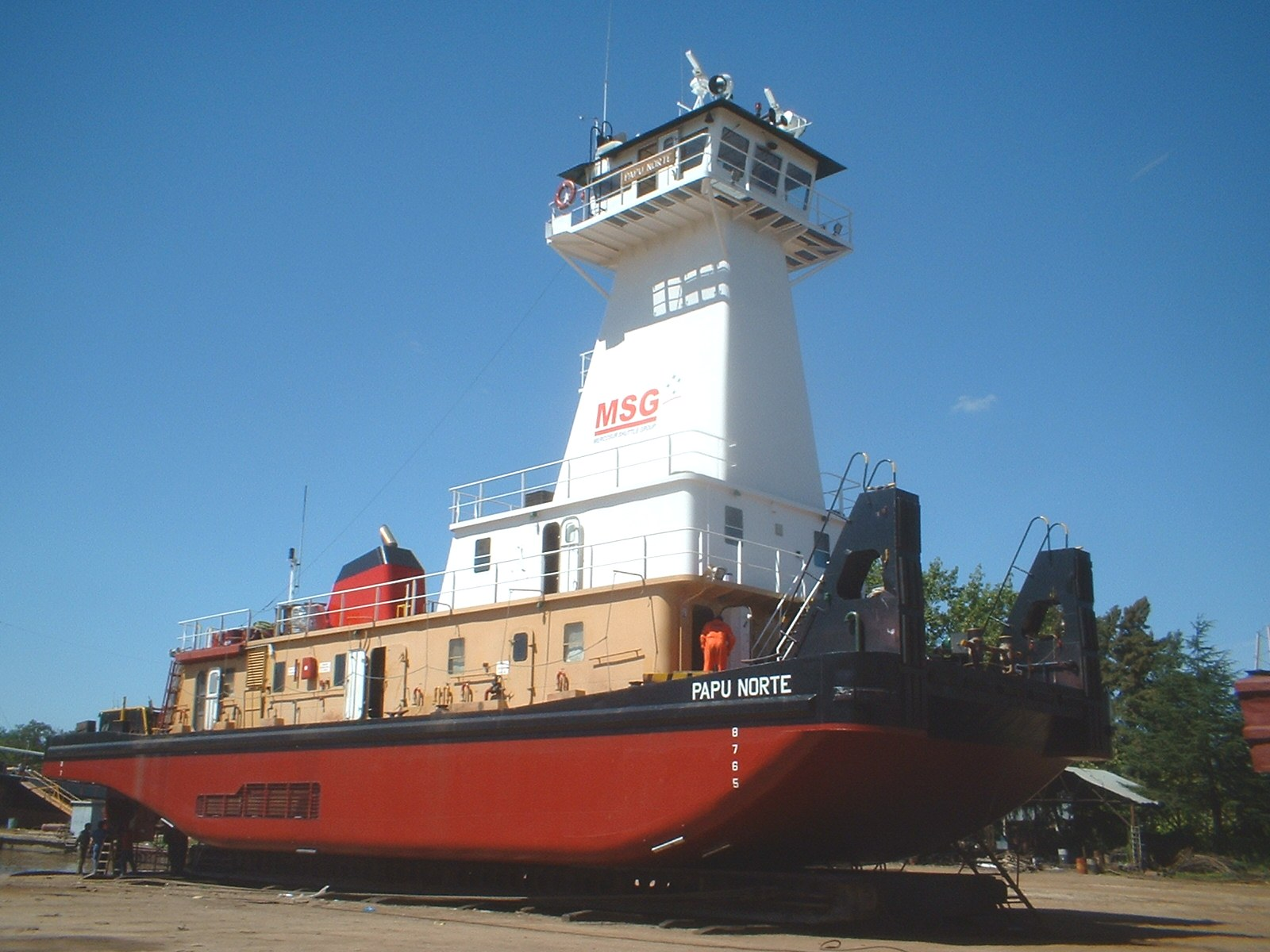
Sistema Varador
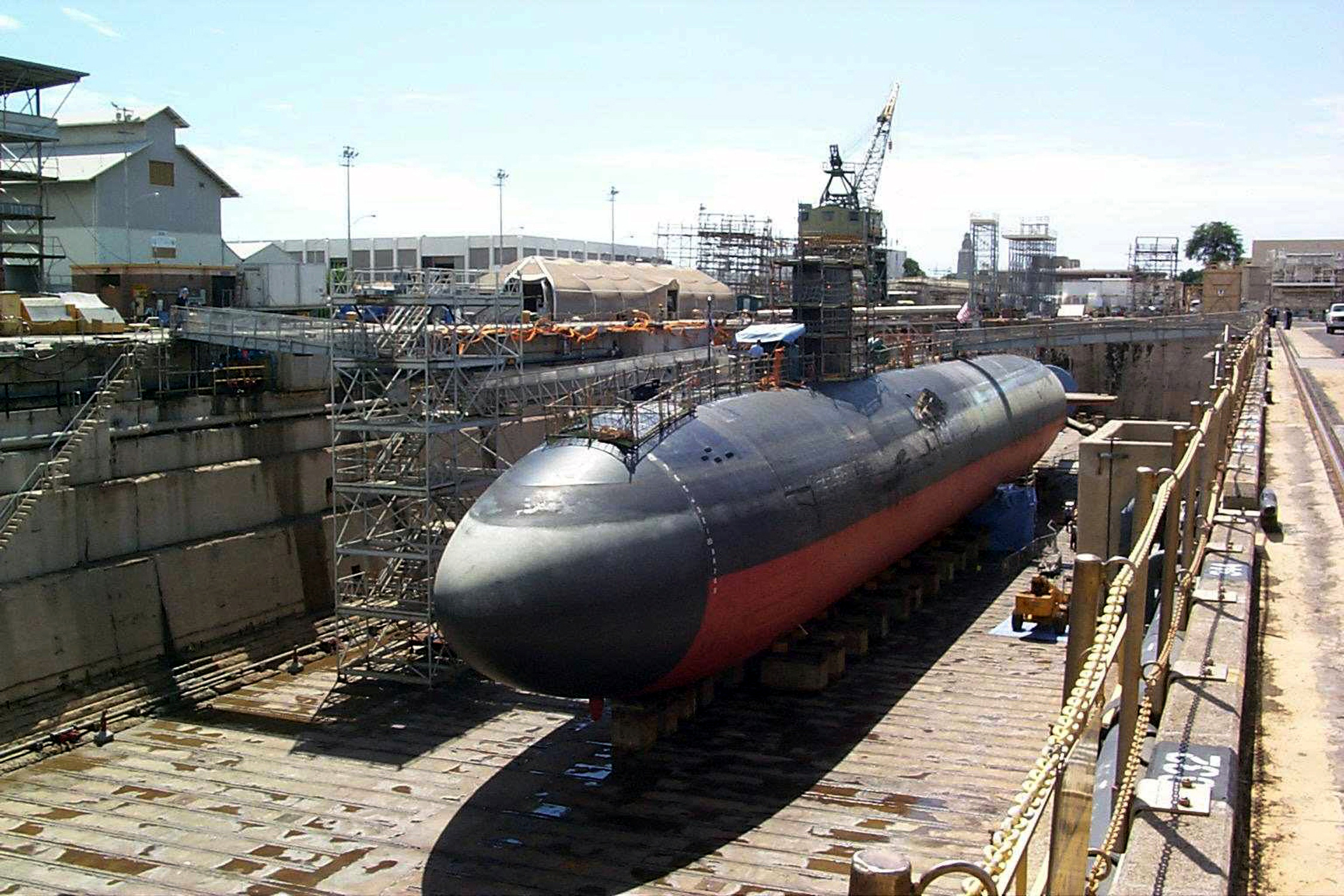
Sistema de resclosa
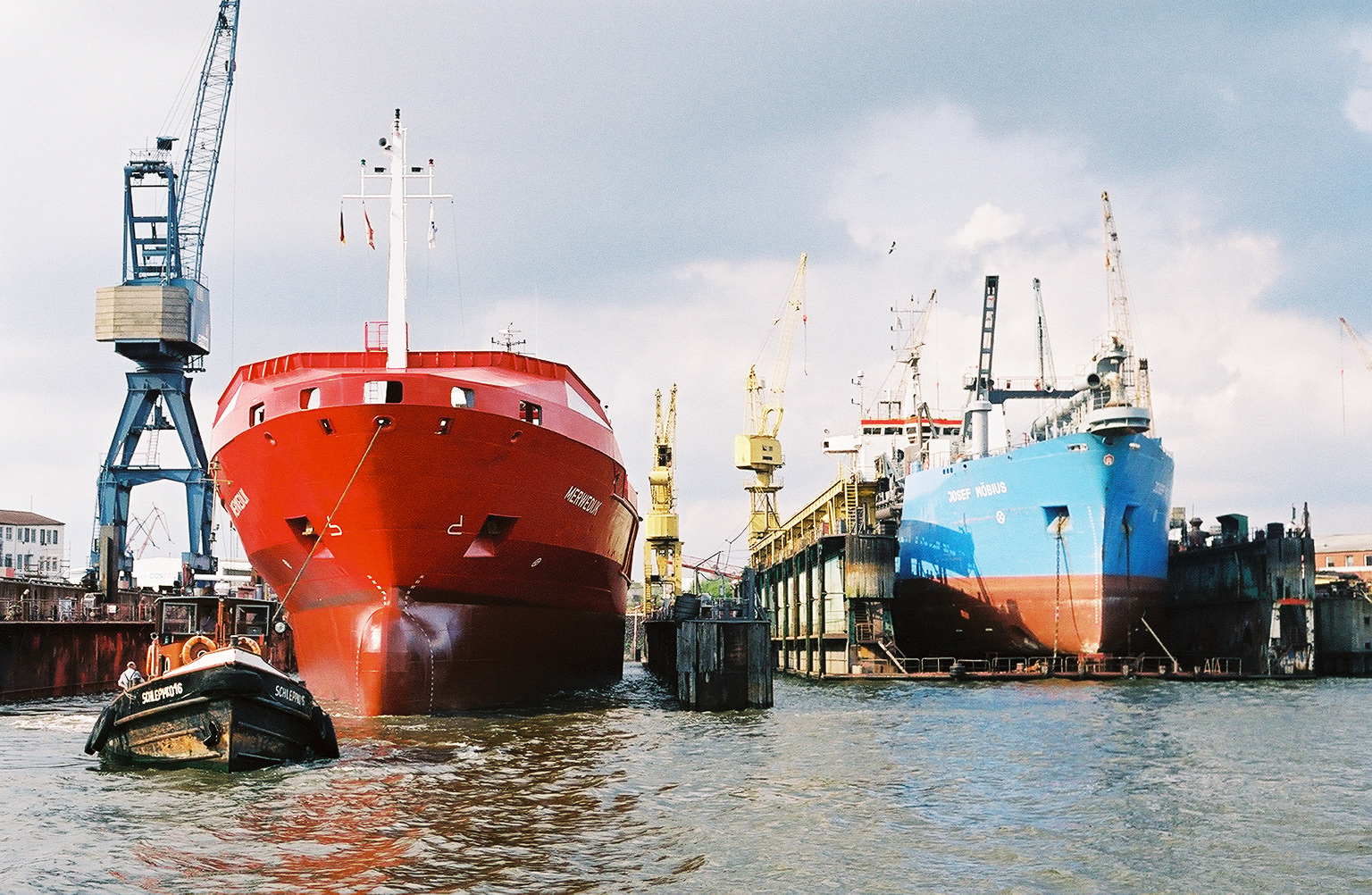
Dic flotant al port d'Hamburg, Alemanya
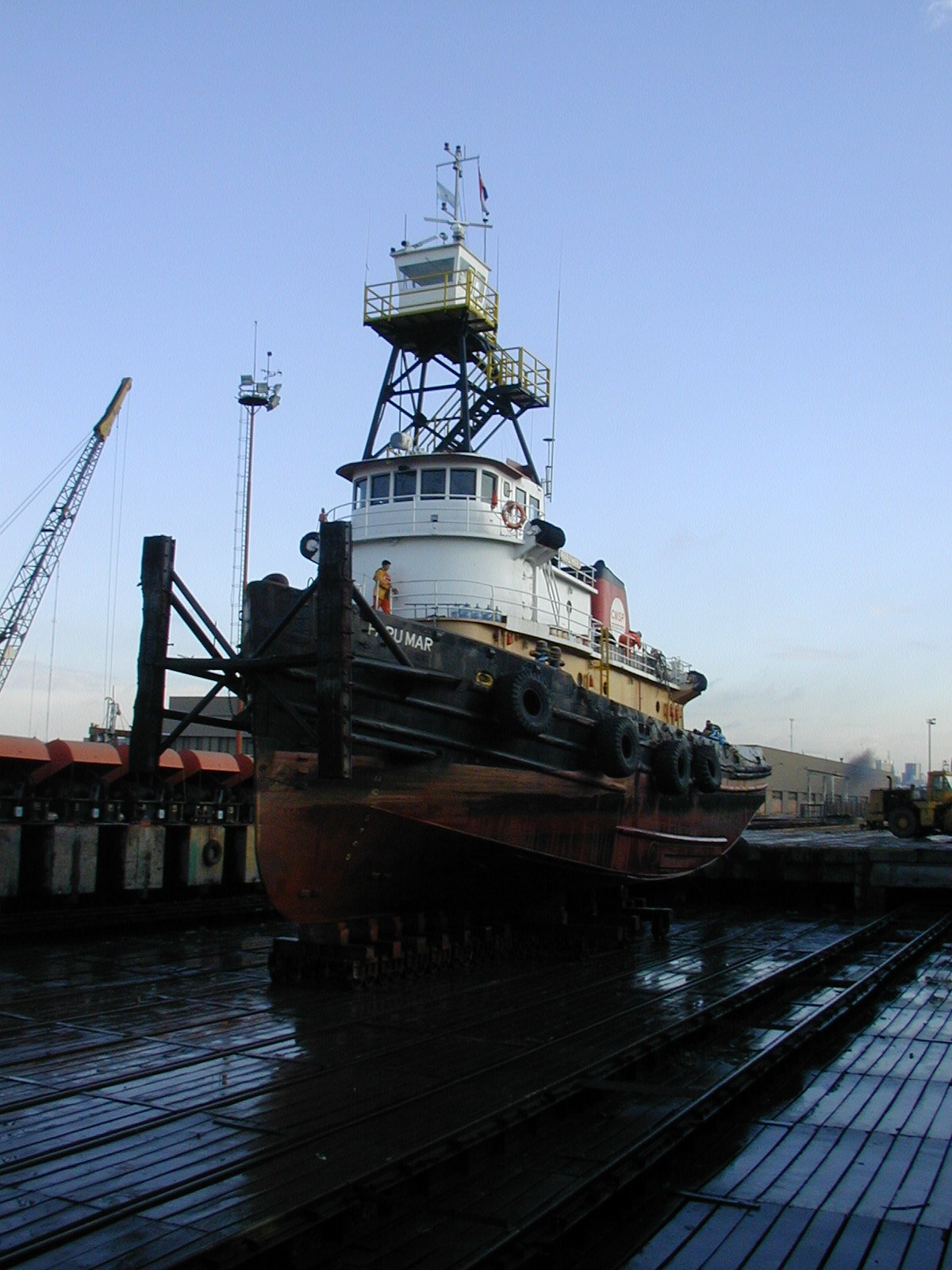
Sincro-elevador
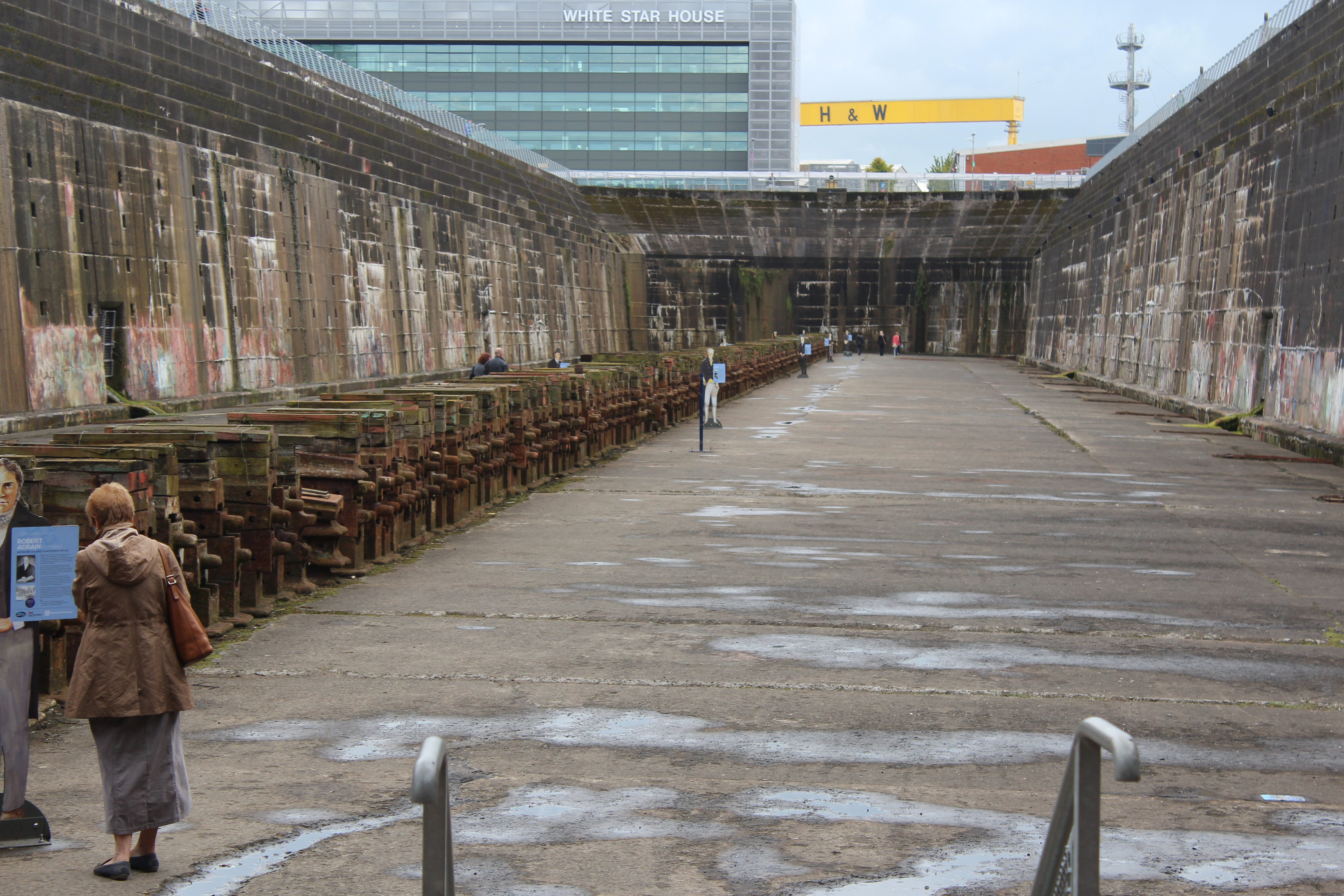
El dic sec (269 m de longitud) on es va construir el Titanic (Belfast)
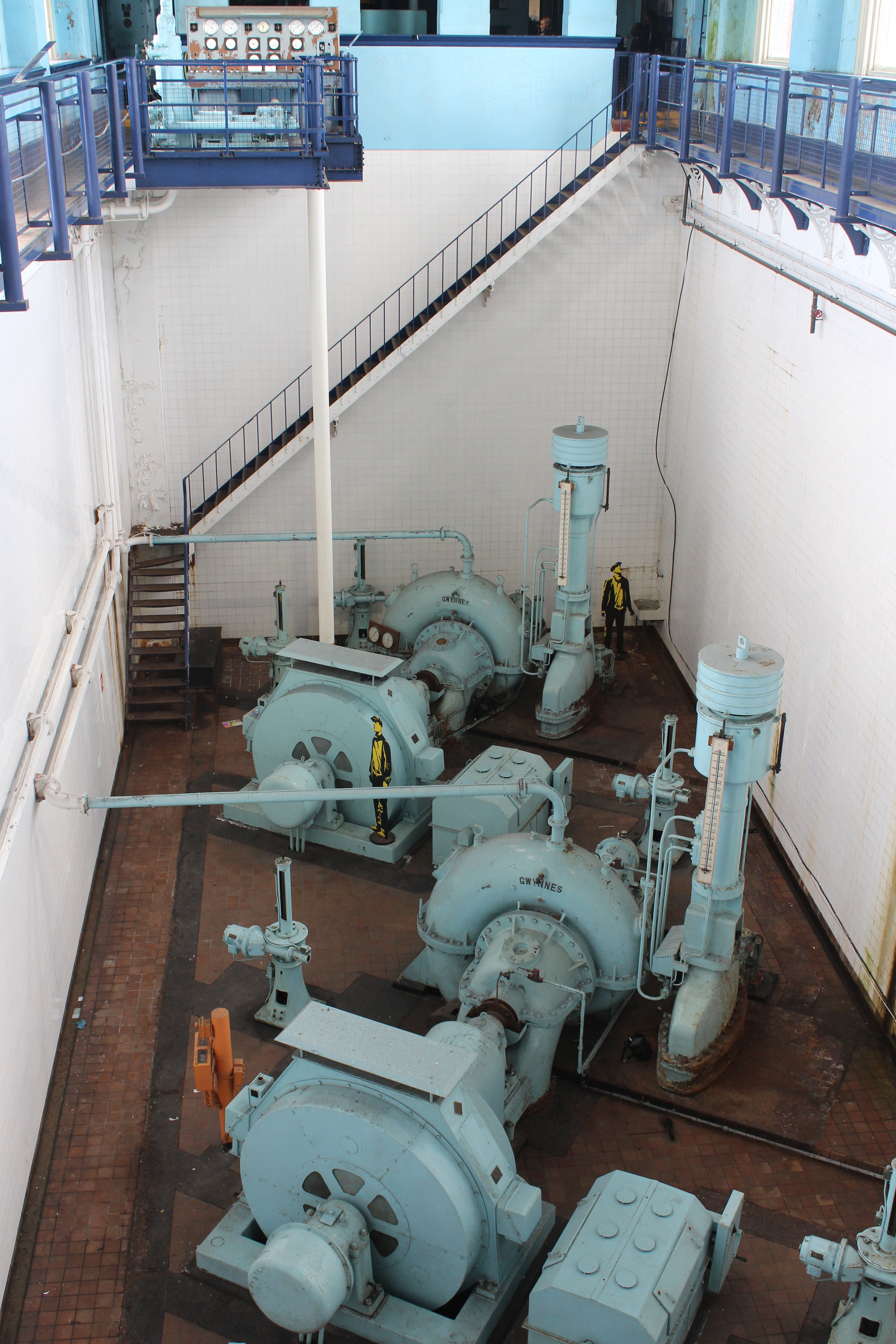
Bombes (1911) per controlar el dic sec Thompson (on es va construir el Titanic)